# Julciléa Telles
Julciléa Telles Ribeiro (Niterói, 1950 ou 1955) é uma atriz brasileira.
Ela apareceu nas telas do cinema brasileiro na década de 1970, no auge das pornochanchadas, encarnando a Mulata "gostosona" em filmes do diretor Roberto Machado, como Uma Virgem na Praça, Uma Mulata para Todos e Deus a Louca nas Mulheres. Atuou também em filmes dos veteranos Victor Lima e Victor di Melo.
Ainda nos anos 70 estreou em telenovelas, em O Pulo do Gato, de Bráulio Pedroso, e exibida no horário das 22 horas na TV Globo. Com esse trabalho ela obteve novo mercado, atuando em mais uma dúzia de produções, na antiga Rede Manchete e na própria TV Globo. Entre seus trabalhos na televisão estão telenovelas importantes, como Pecado Rasgado (1978), Os Gigantes (1979), Dona Beija (1986), Pacto de Sangue (1989) e Fera Ferida (1993).
Depois de atuar em O Caçador de Esmeraldas, de Oswaldo de Oliveira, em 1979, Juciléa Telles prosseguiu sua carreira no cinema nacional dos anos 80, em filmes de Marco Altberg e Ipojuca Pontes.

## Filmografia

### Cinema
| Ano  | Título                                     | Papel      |
| ---- | ------------------------------------------ | ---------- |
| 1985 | Pedro Mico                                 | Esmeralda  |
| 1982 | Piranha de Véu e Grinalda                  |            |
| 1981 | A Gostosa da Gafieira                      | Maria Rita |
| 1980 | Prova de Fogo                              | Célia      |
| 1979 | O Caçador de Esmeraldas                    | Iací       |
| 1977 | Deu a Louca nas Mulheres                   | Julieta    |
| 1977 | Essa Freira É uma Parada                   | Irmã Paula |
| 1977 | A Mulata que Queria Pecar                  | Bibi       |
| 1975 | Uma Mulata para Todos                      | Rosa       |
| 1974 | Essas Mulheres Lindas, Nuas e Maravilhosas | Babá       |
| 1973 | O Libertino                                | Glorinha   |
| 1973 | Um Virgem na Praça                         |            |

### Televisão
| Ano  | Título            | Papel             |
| ---- | ----------------- | ----------------- |
| 1993 | Fera Ferida       | Ivonete Fronteira |
| 1989 | Pacto de Sangue   | Ana               |
| 1986 | Mania de Querer   | Conceição         |
| 1986 | Dona Beija        | Severina          |
| 1985 | Roque Santeiro    | Venância          |
| 1981 | Terras do Sem-Fim | Raimunda          |
| 1979 | Os Gigantes       | Teresa            |
| 1978 | Pecado Rasgado    | Heloísa           |
| 1978 | O Pulo do Gato    | Marli             |